# Röhren-Kassie
Die Röhren-Kassie oder Röhrenkassie (Cassia fistula), auch Purgier-Kassie, Fisett-Kassie oder Indischer Goldregen genannt, ist eine Pflanzenart aus der Gattung der Kassien (Cassia) in der Unterfamilie der Johannisbrotgewächse (Caesalpinioideae) innerhalb der Familie der Hülsenfrüchtler (Fabaceae). Sie wird vielseitig genutzt.

## Beschreibung

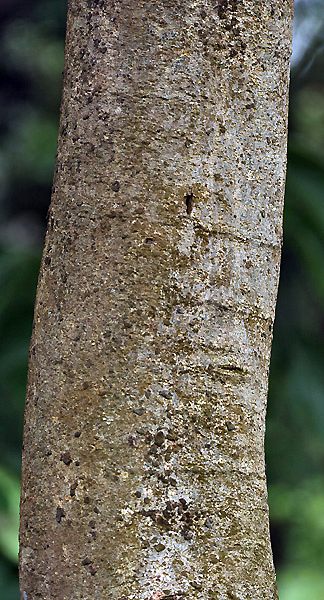
Borke

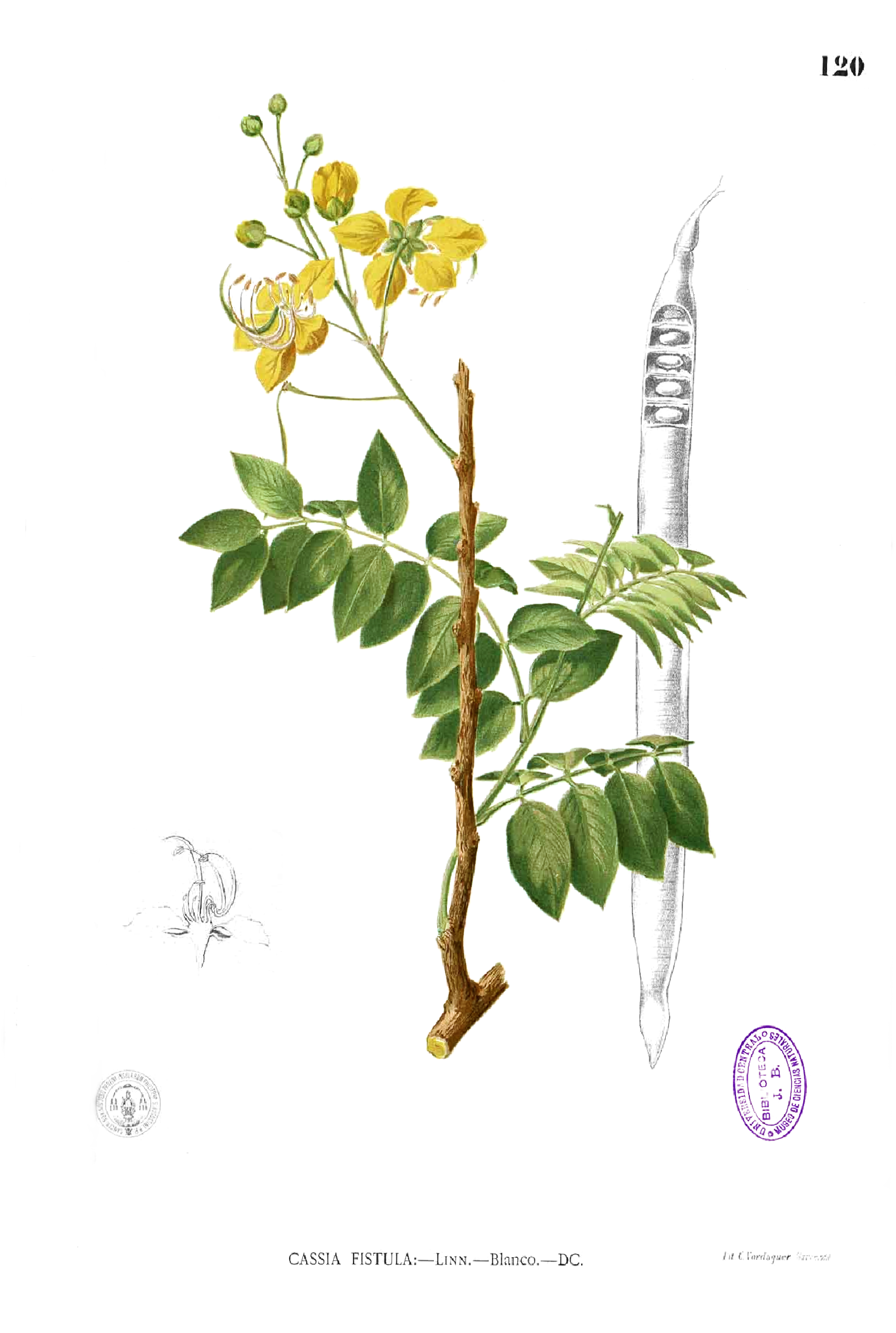
Illustration

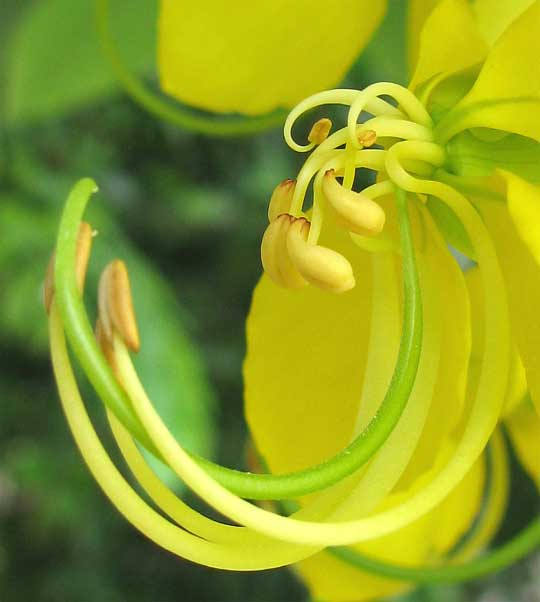
Blütendetail mit den unterschiedlichen Staubblättern

### Vegetative Merkmale
Die Röhrenkassie wächst als Baum und erreicht Wuchshöhen von 6 bis 15, selten bis 20 Metern. Die Borke junger Bäume ist glatt und aschfarben, hingegen die der alten Bäume ist rau und dunkelbraun. 
Die wechselständig an den Zweigen angeordneten Laubblätter besitzen eine Länge von 22,5 bis 40 Zentimetern; sie sind in Blattstiel und paarig gefiederte Blattspreite gegliedert. Die kahle, stielrunde Rhachis weist eine Länge von 12 bis 25 Zentimetern auf; an ihr reihen sich drei bis acht Paare Fiederblättchen auf. Die ledrigen Fiederblättchen sind mit meist einer Länge von 6 bis 10, selten bis zu 20 Zentimetern und einer Breite von 4 bis 8 Zentimetern breit eiförmig oder eiförmig-länglich. Die Fiederblättchen sind anfangs auf beiden Seiten flaumig behaart, später sind sie kahl mit glänzender Oberseite. Die früh abfallenden Nebenblätter sind deltaförmig und 1 bis 2 Millimeter lang.

### Blütenstände und Blüten
Die Blütezeit reicht von April bis Juni. In seitenständigen, herabhängenden, meist 20 bis 40, selten bis zu 60 Zentimeter langen, traubigen Blütenständen befinden sich locker angeordnet viele Blüten. Der Blütenstandsschaft weist eine Länge von 2 bis 10 Zentimetern auf. Die behaarten Tragblätter sind mit einer Länge von 8 bis 10 Millimetern eiförmig. Der 3 bis fast 6 Zentimeter lange, schlanke Blütenstiel ist leicht behaart bis kahl. 
Die relativ großen, wohlriechenden, zwittrigen, zygomorphen, fünfzähligen Blüten weisen einen Durchmesser von 3,5 bis 4 Zentimetern auf mit doppelter Blütenhülle (Perianth). Der kleine Blütenbecher ist becherförmig. Die fünf grünen, behaarten, nur kurz verwachsenen Kelchblätter biegen sich nach dem Aufblühen in Richtung Blütenstiel zurück und sind mit einer Länge von 9 bis 15 Millimetern schmal eiförmig. Die fünf freien, fast gleichen, goldgelben Kronblätter sind mit einer Länge von 2,5 bis 3,5 Zentimetern stumpf, breit verkehrt-eiförmig, kurz gekielt und deutlich geadert. Von den zehn Staubblättern sind die drei längsten, die Kronblätter überragenden, am meisten eingerollt mit 3 bis 4 Zentimeter langen Staubfäden und großen, etwa 5 Millimeter langen, länglichen Staubbeuteln, die vier mittelgroßen sind ziemlich gerade mit 6 bis 10 Millimeter langen Staubfäden und die drei ziemlich kurzen sind auch aufrecht und steril mit winzigen Staubbeuteln. Das einzelne, gestielte und mittelständig Fruchtblatt ist schlank und etwas angedrückt, striegelig behaart. Der kleine, kräftige Griffel endet in einer punktförmigen Narbe.

### Früchte und Samen
Die hängende, mit einer Länge von 30 bis 60 Zentimetern und einem Durchmesser von 1,5 bis 2,5 Zentimetern stabförmige, manchmal als wurstförmig bezeichnete, kahle Hülsenfrucht ist bei Reife glänzend schwarzbraun und innen quer, durch pappartige Scheidewände (Septen) unterteilt in 40 bis 100 Fächer. Sie öffnet sich bei Reife an der Bauchnaht nicht, zählt aber trotzdem zu den Hülsenfrüchten. Auf jedem der Scheidewände liegt, bei der eingetrockneten Frucht, das zu einer dünnen, schwärzlichen, lakritzartig süßlich schmeckenden Schicht eingetrocknete Fruchtmus (Pulpa), jeweils mit einem glänzend honigbraunen, sehr harten Samen obenauf.

### Chromosomenzahl und Inhaltsstoffe
Die Chromosomengrundzahl beträgt meist x= 14; es liegt Diploidie vor mit einer Chromosomenzahl von meist 2n = 28.
Neben vielen anderen Inhaltsstoffen sind besonders Polyphenole, oligomere Proanthocyanidine, Flavonoide wichtig.
Anthrachinonglykoside der Purgier-Kassie wirken auf den Dickdarm abführend.

## Verbreitung
Die ursprüngliche Heimat der Röhren-Kassie liegt auf dem Indischen Subkontinent, vom westlichen Pakistan, Swat und Hazara ostwärts nach Indien, Myanmar  und Sri Lanka. Sie gedeiht bis in Höhenlagen von etwa 1200 Metern hauptsächlich in Saisongrünen Wäldern. 

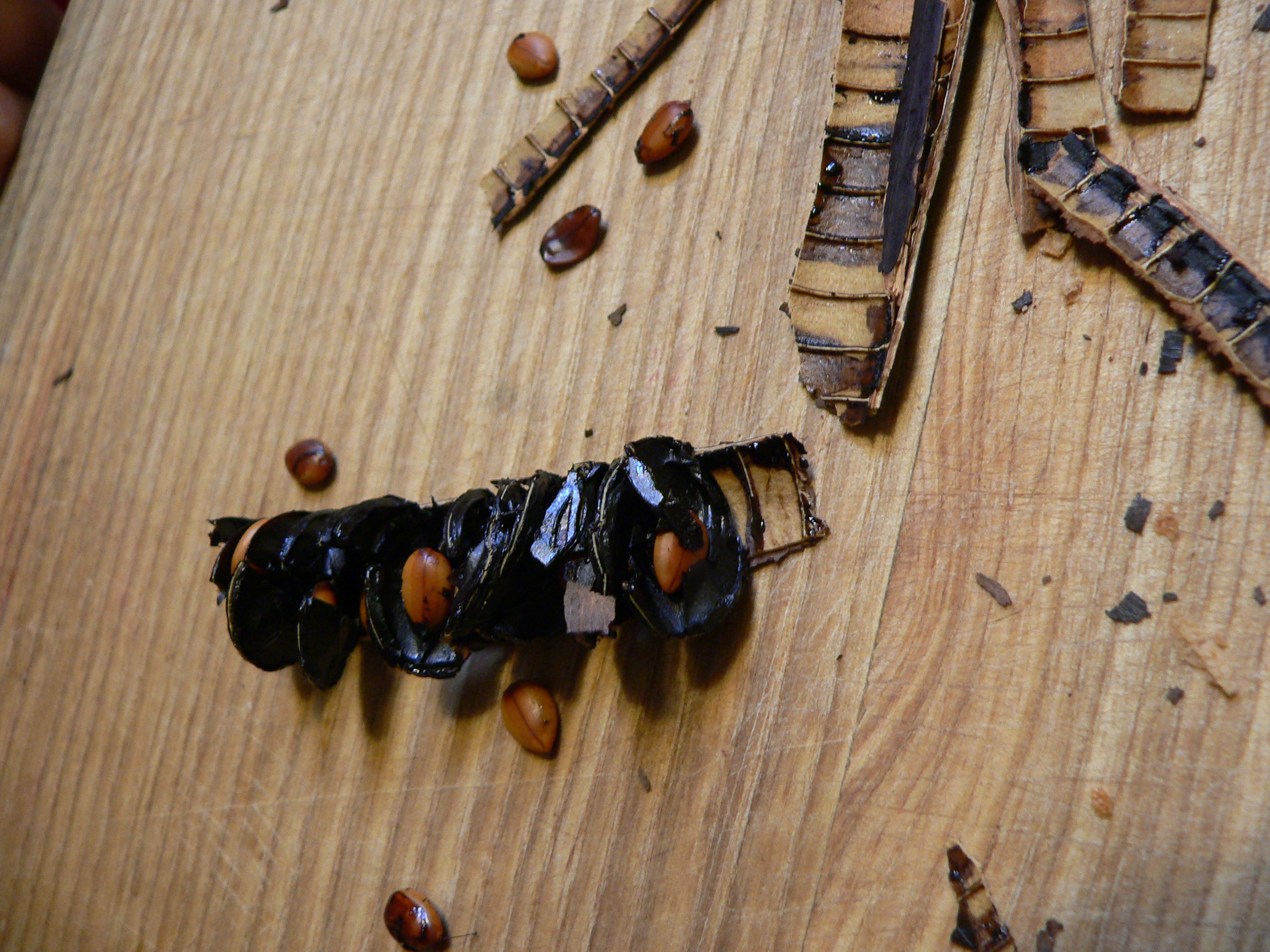
Das Innere der Frucht (Manna) ist süß und klebrig. Es sind auch die Fächer der unterteilten Hülsenfrucht mit jeweils einem Samen zu erkennen.

## Nutzung
Sie wird im gesamten Tropengürtel als Zier- und Nutzpflanze kultiviert.
Der Indische Goldregen dient als Ziergehölz in Parks, Gärten und Alleen.
Die Rinde/Borke der Röhren-Kassie enthält Tannine und dient deshalb zum Gerben und der rote Farbstoff zum Färben. Die Holzasche wird zum Beizen verwendet.
Das sehr harte und haltbare Holz dient beispielsweise zum Herstellen von landwirtschaftlichen Geräten, Brücken und Stützen.
Die Pulpa der Früchte wird in Bengalen zum Aromatisieren von Tabak benutzt. 
Die Pulpa enthält 60 bis 70 % Zucker, etwas Gerbsäure und Farbstoff. Die Früchte werden weltweit in getrocknetem Zustand verkauft. Die Fruchtschale ist verholzt und verhältnismäßig hart. Bricht man die Schale auf, findet man das Fruchtmus (Pulpa) als schwarze, Lakritz nicht unähnliche, Scheiben vor (siehe Bild). Diese Scheiben trennen die Samenkammern voneinander. Die „Musscheiben“ haben ein feines Blumenaroma, sind zum Verzehr geeignet und durch den hohen Zuckeranteil sehr süß. Die Früchte der Röhren-Kassie wurden früher oft als Manna bezeichnet.
Weiterhin sollen die Pulpa und die Samen als sehr milde Abführmittel wirken. Achtung, die Samen sollen giftig sein. Von vielen Pflanzenteilen werden medizinische Wirkungen berichtet.

## Symbol
In Thailand ist Cassia fistula Nationalblume und Bestandteil der Wappen vieler Provinzen; sie wird dort „Dok Khuen“ oder „Radscha Phuek“ (ราชพฤกษ) genannt. Sie ist auch die Staatsblume des indischen Bundesstaates Kerala und wird dort „Kanikkonna“ genannt.

## Systematik
Der Artname Cassia fistula wurde 1753 durch Carl von Linné in Species Plantarum, 1, S. 377–378 erstveröffentlicht. Es gibt sehr viele Synonyme für Cassia fistula L.: Bactyrilobium fistula Willd., Cassia bonplandiana DC., Cassia excelsa Kunth, Cassia fistuloides Collad., Cassia rhombifolia Roxb., Cathartocarpus excelsus G.Don, Cathartocarpus fistula Pers., Cathartocarpus fistuloides (Collad.) G.Don, Cathartocarpus rhombifolius G.Don.

## Trivialnamen
Für die Röhren-Kassie (lateinisch cassia fistula; von griechisch kasía: Gewürzrinde) bestehen bzw. bestanden, zum Teil auch nur regional, auch die weiteren deutschsprachigen Trivialnamen: Benblum (mittelhochdeutsch), Benencrud (mittelhochdeutsch), Bokishorn (althochdeutsch), Casia (althochdeutsch), Cassenbaum (mittelhochdeutsch), Cassenrörn (mittelhochdeutsch),  Cassia fistel (althochdeutsch), Cassianbaum, Cassie fistule (althochdeutsch), Cassienröhrlein (bereits 1696 erwähnt), Fistelinge (mittelhochdeutsch), Fisetkassie, Fistulkassie, Kassienpfeiffen, spanische Metwurst, Pockshorn, Purgierkassie, Röhrleinkassie und Wurströhrlein.

## Bilder

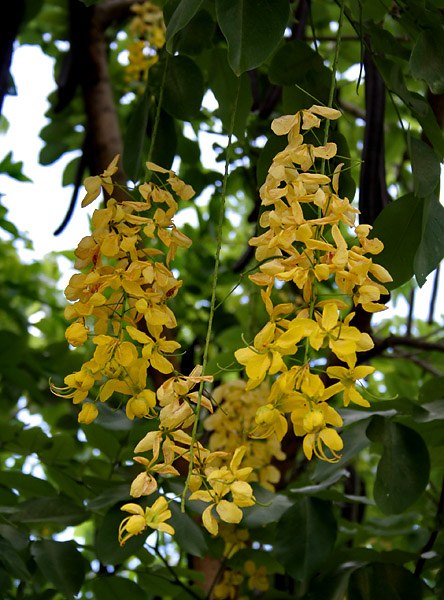
Blütenstände
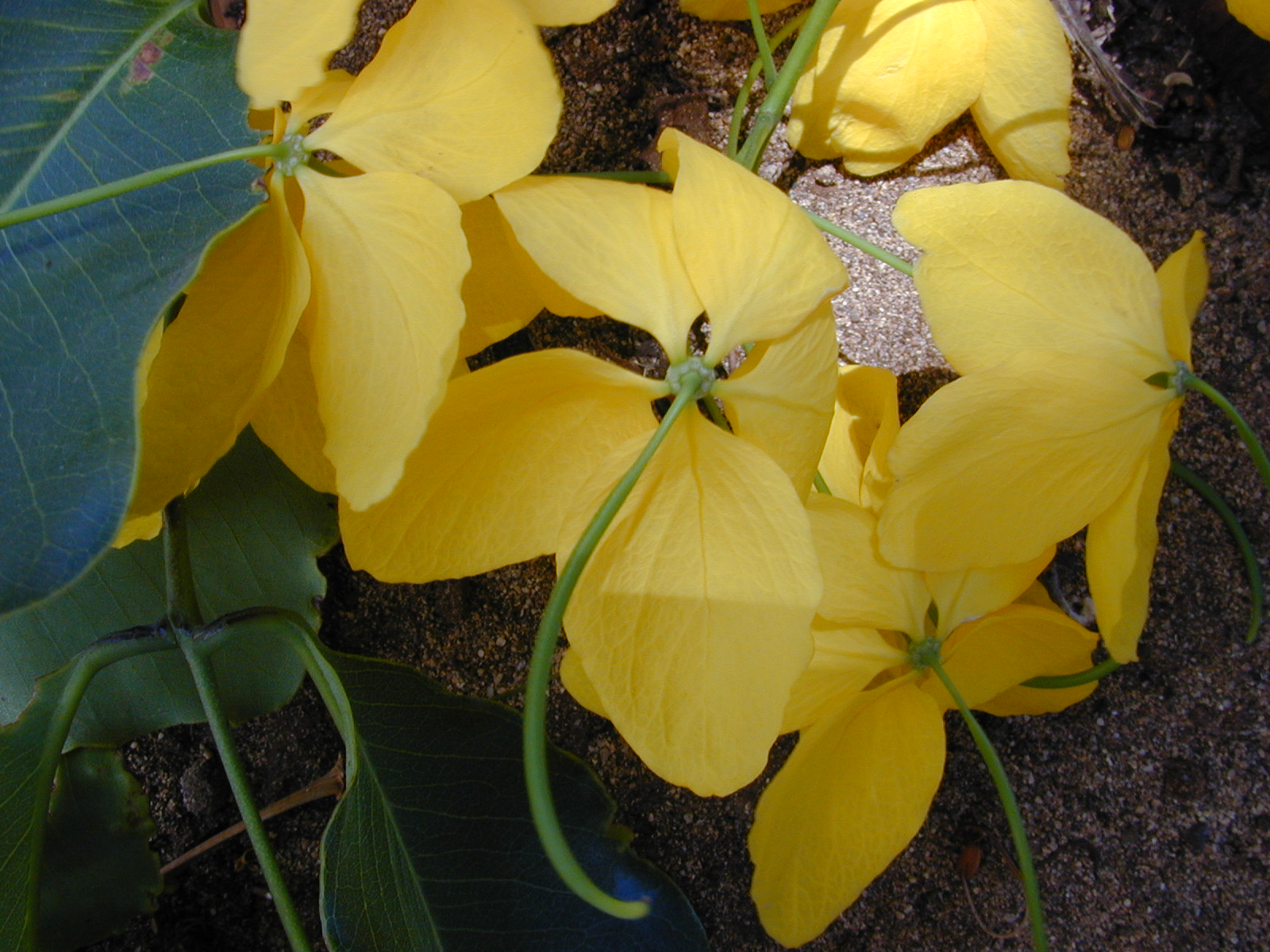
Blüten
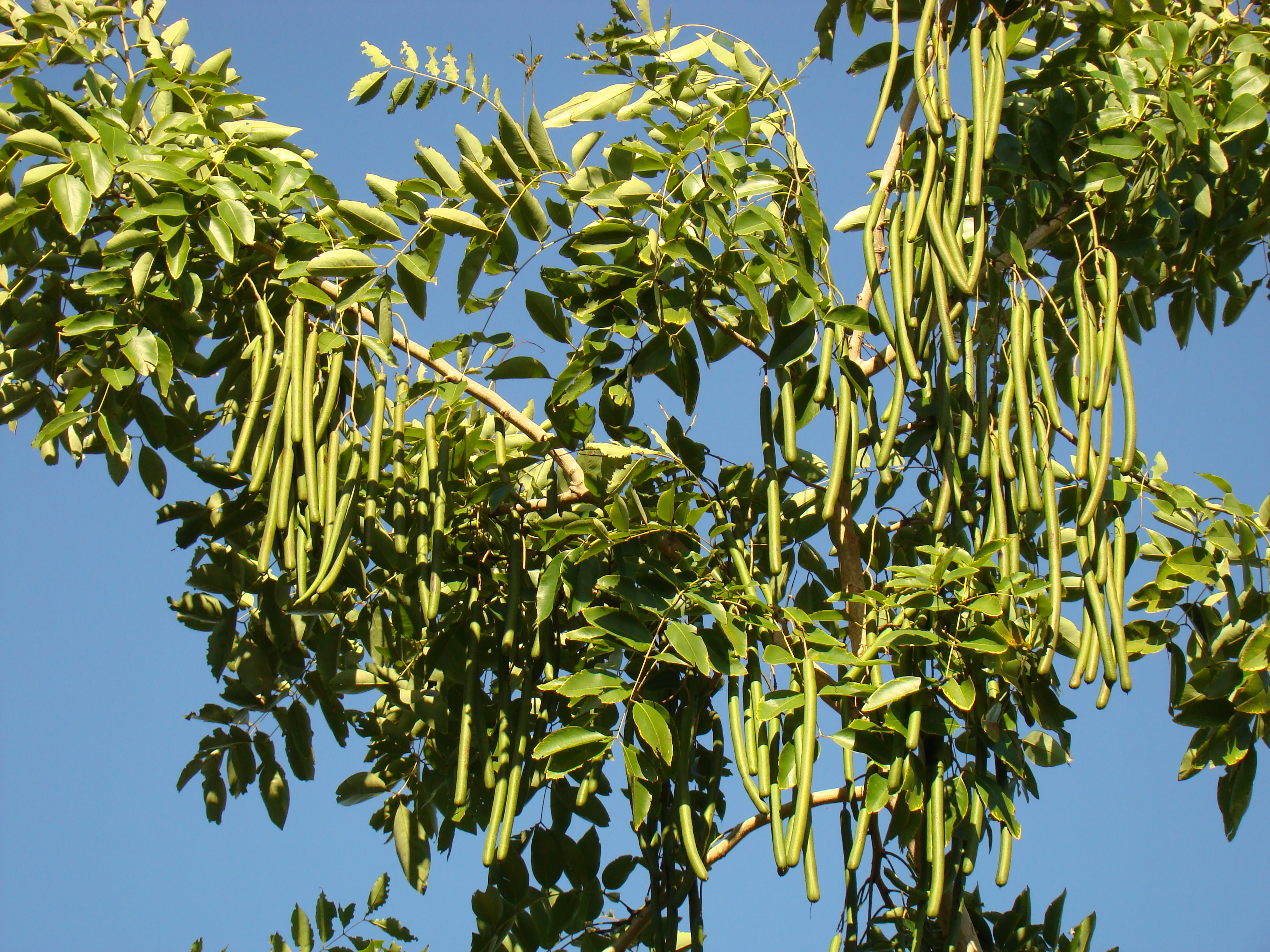
Gefiederte Laubblätter und unreife Früchte
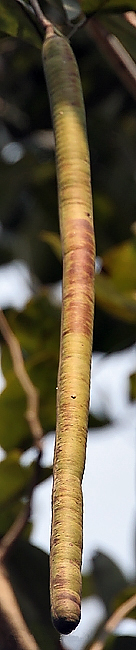
Unreife Frucht
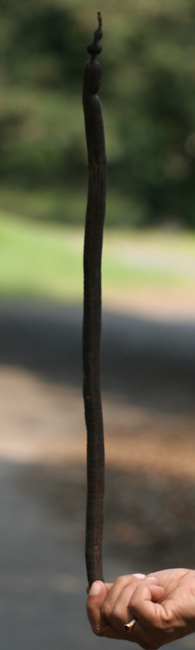
Getrocknete Frucht
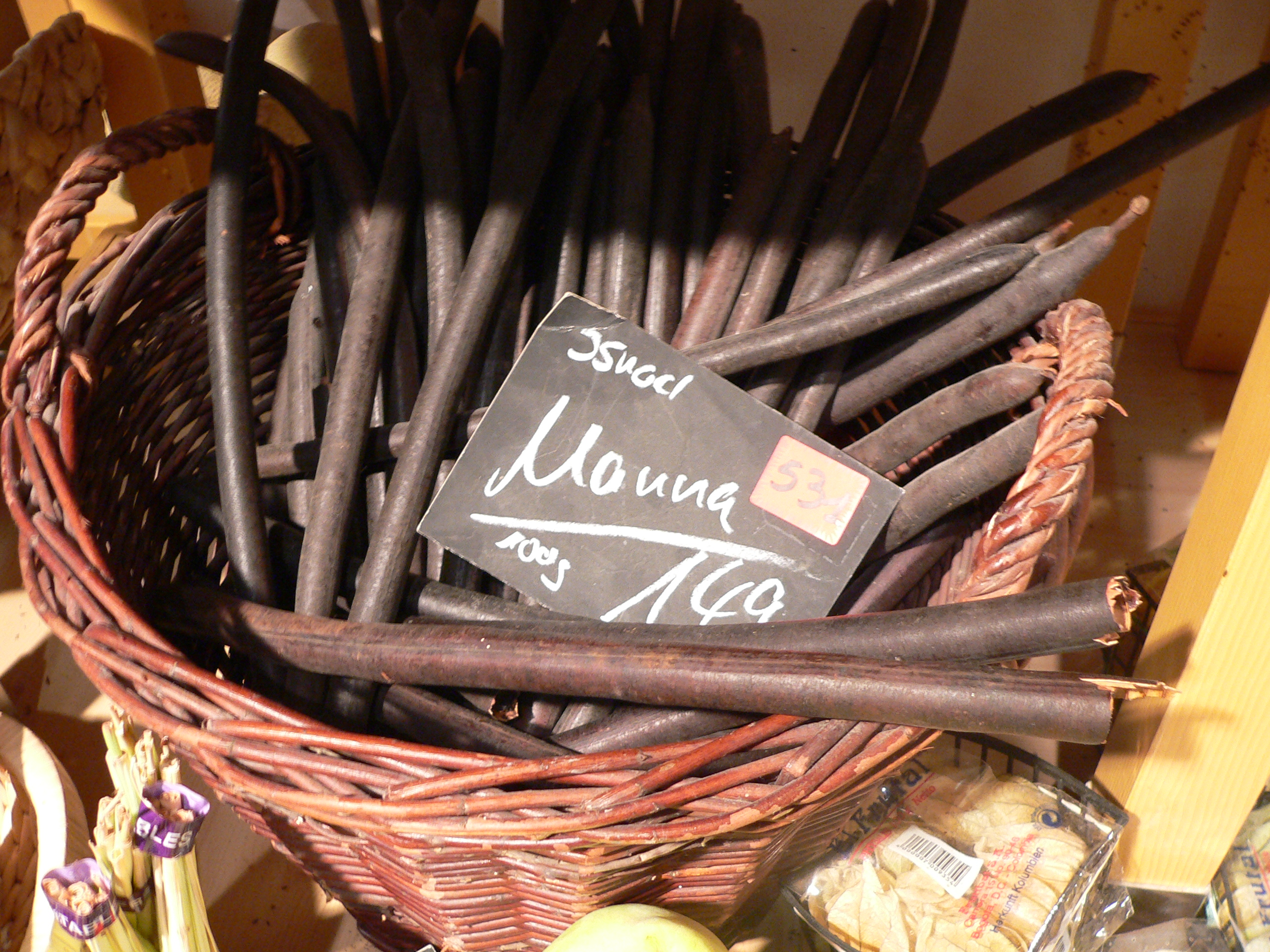
Früchte im Verkauf